# Uč Šarifa
Uč Šarifa (pandžabsko اچ‎, pogosto imenovan Uč (pandžabsko اچ شریف‎; urdujsko اوچ شریف 'plemeniti Uč'), je zgodovinsko mesto v pakistanski provinci Pandžab. Uč Šarifa je bil morda ustanovljen kot Aleksandrija ob Indu, mesto, ki ga je ustanovil Aleksander Veliki med svojim vdorom v dolino Inda. Uč je bil zgodnje oporišče Delhijskega sultanata med muslimanskim osvajanjem podceline. Znan je tudi kot dom za Nakvi/Bukhari po preselitvi iz Buhare. Uč je bil regionalno metropolitansko središče med 12. in 17. stoletjem [2] in je postal zatočišče za muslimanske verske učenjake, ki so bežali pred preganjanjem iz drugih dežel. Čeprav je Uč zdaj razmeroma majhno mesto, je znano po nedotaknjenem zgodovinskem mestnem tkivu in po zbirki svetišč, posvečenih muslimanskim mistikom (sufijem) iz 12. do 15. stoletja, ki so okrašena s ploščicami in so bila zgrajena v izrazit arhitekturni slog južnega Pandžaba.

## Etimologija
Uč Šarif je bil do 12. stoletja znan pod imenom Bhatiah. Izvor sedanjega imena mesta ni jasen. Po eni legendi je Džalaludin Surkh-Poš Bukhari, znani srednjeazijski sufijski mistik iz Buhare, prispel v Uč in spreobrnil hčer vladarja mesta Sunandapuri. Po njeni spreobrnitvi jo je Džalaludin Bukhari prosil, naj zgradi trdnjavo, ki jo je poimenoval Uč ali 'Visoka'. Po drugi različici legende je bila princesa, ki jo je spreobrnil Bukhari, pravzaprav budistična princesa z imenom Uča Rani in mesto ime izhaja iz nje. Uč kar nekaj časa ni bil splošno priznan kot ime območja in zgodnji muslimanski zgodovinarji mesta niso omenjali z imenom Uč. Uč je na primer verjetno mesto, zapisano kot Bhatia, ki ga je leta 1006 napadel Mahmud iz Gaznija.

## Zgodovina

### Zgodja zgodovina
Uč Šarif je morda leta 325 pr. n. št. ustanovil Aleksander Veliki kot mesto Aleksandrija na Indu (grško Ἀλεξάνδρεια ἡ ἐν Ἰνδῷ), glede na britanski častnik in arheologa Alexandra Cunninghama. Mesto naj bi naselili domačini iz grške regije Trakije in je bilo ob sotočju reke Acesines z Indom. Uč je bil nekoč na bregovih reke Ind, čeprav je reka od takrat spremenila svojo strugo in sotočje obeh rek se je premaknilo približno 40 km jugozahodno.

### Srednji vek
Leta 712 n. št. je Mohamed bin Kasim osvojil Uč. Obstaja nekaj podrobnosti o mestu v stoletjih pred njegovo invazijo. Uč je bilo verjetno mesto, zapisano kot Bhatia, ki ga je leta 1006 osvojil Mahmud iz Gaznija. Po razkolu med nizarijsko in musta'li sekto ismailijskega šiizma leta 1094 je Uč za več stoletij postal središče nizarske misijonarske dejavnosti, danes pa sta mesto in okolica posejana s številnimi grobnicami uglednih pīrjev, kot tudi pobožne hčere in žene teh sufijskih pirov.
Regija okoli Uča in Multana je ostala središče romanja hindujskih Vaišnavitov in Surja skozi celotno srednjeveško dobo. Njihova interakcija z izmailsko tradicijo je povzročila nastanek tradicije Satpanth. Skozi to obdobje je bil Uč središče regije, ki je bila prepojena tako z vedsko kot islamsko tradicijo. Mesto je kasneje postalo središče Suhrvadi sufizma, ko je Bahauddin Zakarija ustanovil red v bližnjem Multanu v začetku leta 1200. 
Mohamed iz Ghorja je osvojil Uč in bližnji Sultan leta 1176, ko je bil še pod vplivom Ismailitov Karmatov. Mesto so verjetno zavzeli Soomri s sedežem v Sindu. Sindhove različne dinastije so stoletja poskušale obdržati Uč in Multan pod svojo oblastjo.

### Mameluška doba
Moč Soomre je oslabil napredek Nasir ad-Din Kabača iz tistega, kar je kasneje postalo mameluška dinastija Delhijskega sultanata. Kabača je bil leta 1204 razglašen za guvernerja Uča, nadzoroval je tudi regiji Multan in Sindh. Pod njegovo vladavino je Uč postal glavno mesto Zgornjega Sinda. Kabača je po smrti sultana Ajbaka leta 1211 razglasil neodvisnost svoje kneževine s središčem v Uču in Multanu, preden je odkorakal naprej, da bi zavzel Lahore, s čimer je Kabačin novi sultanat Uč postavil v konflikt s sultanom Iltutmišem v Delhiju. Kabača je za kratek čas izgubil nadzor nad Učem in ga je prevzel Tadž al-Din Jildiz, čeprav je bil Uč hitro vrnjen pod Kabačino vladavino.
Medtem ko je sledil boj za oblast med Kabačem in Iltuthmišem, je Uč prišel pod nadaljnji pritisk dinastije Hvarizmi s sedežem v Samarkandu, ki so jo izpodrinile mongolske vojske Džingiskana. Po porazu njegovega očeta s strani Mongolov sredi 1210-ih let je zadnji Hvarazmijski sultan, Džalal ad-Din Mingburnu, leta 1224 oplenil in osvojil Uč potem ko mu Kabača ni hotel pomagati v kampanji proti Džingiskanu. Džalal ud Din Mingburnuja je leta 1224 v bitki pri Uču končno premagal Džingiskan in je bil prisiljen pobegniti v Perzijo. Kan je leta 1224 ob vrnitvi v Iran napadel Multan, čeprav je sultan Kabača uspel uspešno obraniti to mesto. Kljub ponavljajočim se vdorom je mesto ostalo veliko središče muslimanskega učenja, kar dokazuje imenovanje priznanega perzijskega zgodovinarja Minhaj-i-Siraja za vodjo mestne medrese Firozi.
Leta 1228 so Kabačove sile, oslabljene zaradi mongolskih in horezmskih vpadov, izgubile Uča v korist sultana Iltutmiša iz Delhija in pobegnile proti jugu k Bhakkarju v Sindu, kjer je bil nazadnje ujet in za kazen utopljen v reki Ind. Po propadu Kabačevega sultanata v rokah Mongolov in Hvarezmijcev in degradaciji Lahoreja zaradi let tamkajšnjih spopadov se je muslimanska moč v severni Indiji premaknila stran od Pandžaba in proti varnejšemu okolju Delhija.

### Mongolski in timuridski vpadi
Eden najslavnejših svetnikov Uča, Džalaludin Surkh-Poš Bukhari, se je preselil v Uč iz Buhare v letih 1244–45. V letih 1245–46 so Mongoli ponovno vdrli v Uč pod Möngke Kanom, potem ko so prejeli pomoč lokalnih plemen Khokhar. leta 1252 so bile sile iz Delhija poslane v regijo, da bi zavarovale Uč pred mongolskimi napadalci, čeprav je bil Uč ponovno napaden leta 1258. Leta 1304 in 1305 so Mongoli ponovno napadli Uč. Po invaziji leta 1305 je Uč prešel pod guvernerstvo Ghazija Malika, guvernerja Multana in Depalpurja, ki je kasneje zasedel Delhi in postal znan kot Ghijath al-Din Tugluk, ustanovitelj dinastije Tughlak Delhijskega sultanata. Uč je leta 1398 zajel Pir Mohamed ibn Džahangir, Timur Lenkov vnuk, ki je omogočil Khizr Kanu, da ponovno prevzame nadzor nad območjem, preden se je pridružil silam starejšega Timur Lenka, da bi oplenil Delhi in leta 1414 ustanovil dinastijo Sajid.

### Sultanat Langah
Uč Šarif je nato v začetku 15. stoletja prišel pod nadzor sultanata Langah, ki ga je v bližnjem Multanu ustanovil Budhan Kan, ki je prevzel naziv Mahmud Šah. Med vladavino šaha Husain Langaha je bilo veliko število baloških naseljencev povabljenih, da poselijo regijo. Mesto je bilo postavljeno pod džagirsko guvernerstvo princa Sama. Sredi 15. stoletja je Mohamed Ghaus Gilani, potomec perzijskega svetnika Abdula Kadirja Gilanija, ustanovil samostan Khanqah v Uču in s tem postavil mesto kot središče sufijskega reda Kadirija, ki je kasneje postal prevladujoči red v Pandžabu. Po smrti šaha Husaina so se Učovi vladarji Same hitro povezali z baloškim poglavarjem Mirom Čakar Rindom.

### Moguli
Guru Nanak, ustanovitelj sikhizma, naj bi po srečanju s potomci Džalaludina Bukharija obiskal Uč Šarif v zgodnjem 16. stoletju in za seboj pustil 5 relikvij. Leta 1525 so Uč napadli vladarji dinastije Arghun iz severnega Sindha, preden so leta 1540 padle v roke paštunskega kralja Šer Šaha Surija.
Mogulski cesar Humajun je konec leta 1540 vstopil v Uč, vendar ga prebivalci mesta niso sprejeli z dobrodošlico in porazile so ga sile Šer Šah Surija. Po izgonu Humajuna in padcu kratkotrajnega imperija Šer Šah Surija je mesto ponovno prešlo pod oblast Arghuna.
Uč Šarif je postal del Mogulskega cesarstva med vladavino Akbarja, mesto pa je bilo okrožje province Multan. Pod mogulsko vladavino je mesto še naprej cvetelo kot središče verskega učenja. V Ain-i-Akbariju je bil naveden kot pargana v sarkar Multanu, ki se šteje kot del Bīrūn-i Pandžnad (»Onkraj petih rek«). Ocenjen je bil na 1.910.140 jezov v prihodku in dobavljen sila 100 konjenikov in 400 pehota.
Leta 1680 se je v Uču rodil priznani pandžabski pesnik Bulleh Šah, ki ga imajo za svetnika tako sufiji kot sikhi. Leta 1751 je Uch napadel Sardar Džahan Kan, general v vojski Ahmada Šaha Durranija.

### Pod zvezno državo Bahawalpur
Uč Šarif je prišel pod nadzor knežje države Bahavalpur, ki je razglasila neodvisnost leta 1748 po propadu imperija Durrani. Bahavalpur je postal vazal sikhškega imperija pod maharadžo Randžitom Singhom, preden je postal odvisnost Britanskega imperija, opredeljenega v pogodbi iz leta 1833. Do leta 1836 je vladajoča družina Abasi prenehala plačevati davek Sikhom in razglasila neodvisnost. Bahavalpurjeva vladajoča družina Abasi se je med prvo in drugo anglo-sikhško vojno povezala z Britanci in s tem zagotovila preživetje kot knežje države.
Poplave v zgodnjem 19. stoletju so povzročile resno škodo na številnih mestnih grobnicah, vključno s strukturnimi težavami ter propadanjem zidov in zaključkov.

### Sodobnost
Ob osamosvojitvi Pakistana leta 1947 je Uč Šarif imel okoli 2–3000 prebivalcev. Kot del države Bahavalpur je bil Uč Šarif priključen novi pakistanski državi, vendar je ostal del avtonomne države Bahavalpur do leta 1955, ko je bil popolnoma združen s Pakistanom. Uč ostaja razmeroma majhno mesto, vendar je zaradi številnih grobnic in svetišč pomembna turistična in romarska destinacija.

## Geografija
Uč Šarif je 84 km od Bahavalpurja. Reka, ki je bila prej na sotočju rek Ind in Čenab, je spremenila smer in je zdaj 40 km od tega sotočja, ki se je premaknilo v Mithankot. Mesto zdaj leži na veliki aluvialni nižini blizu reke Čenab južno od te reke. Na jugovzhodu so ležala velika prostranstva puščave Čolistan.
Uč Šarif je na nadmorski višini 113 metrov. Zemljepisna širina 29,23895° ali 29° 14' 20" severno in zemljepisna dolžina 71,06148° ali 71° 3' 41" vzhodno.
Za Uč je značilno sušno podnebje (Köppnova podnebna klasifikacija BWh) z zelo vročimi poletji in milimi zimami.

### Mestna pokrajina
Uč Šarif je ohranil velik del svojega zgodovinskega mestnega tkiva nedotaknjenega. Zgodovinsko mesto je razdeljeno na tri kraje: Uč Bukhari, imenovan po svetnikih iz Buhare, Uč Gilani (ali Uč Džilani), imenovan po svetnikih iz Perzije, in Uč Mughlia, imenovan po potomcih mongolskih osvajalcev, ki so se tam naselili. Spomeniki so raztreseni po mestu in so povezani z ozkimi ulicami in vijugastimi bazarji. Najbolj opazna zbirka, imenovana Spomeniški kompleks Uč, je na zahodnem robu starega mesta. Staro jedro je ob velikem polju, ki se uporablja kot mela ali sejmišče za urške praznike, posvečene mestnim svetnikom.

## Spomeniški kompleks Uč
17 nagrobnih spomenikov s ploščicami in pripadajočih struktur ostaja tesno povezanih z urbanim tkivom Uč. Svetišča, predvsem grobnice Sieda Džalaluddina Bukharija in njegove družine, so zgrajena v regionalnem vernakularnem slogu, značilnem za južni Pandžab, s ploščicami, uvoženimi iz bližnjega mesta Multan. Te strukture so bile tipično kupolaste grobnice na osmerokotnih osnovah, z elementi vojaške arhitekture Tughlak, kot je dodatek okrasnih bastionov in zobnikov.
Tri svetišča, ki so bila zgrajena v 200 letih, so še posebej dobro znana in skupaj s spremljajočimi 1400 grobovi sestavljajo spomenik Uč, mesto, ki je vpisano na poskusni seznam Unescove svetovne kulturne dediščine. Od svetišč naj bi prvo zgradil za šejka Baha'al-Halima njegov učenec, sufijski svetnik Suharvardiya Džahanijan Džahangašt (1307–1383), drugo za slednjega pravnukinjo, Bibi Džavindi, leta 1494, in tretji za arhitekta slednjega.
Poplave v zgodnjem 19. stoletju so povzročile resno škodo na številnih mestnih grobnicah, vključno s strukturnimi težavami ter propadanjem zidov in zaključkov. Ker so se težave nadaljevale, je bil spomeniški kompleks Uč leta 1998 uvrščen na seznam World Monuments Watch Svetovnega sklada za spomenike ter ponovno leta 2000 in 2002. Sklad je kasneje ponudil finančno pomoč za ohranitev iz American Expressa. Leta 2018 je Svetovna banka pandžabski vladi zagotovila posojilo v višini 500 milijonov dolarjev za obnovo več zgodovinskih spomenikov, vključno grobnica Bibi Džavindi.